# Петрова Майя Андріївна
Майя Андріївна Петрова (Каверіна) (нар. 26 травня 1982 року, Волгоград) — російська гандболістка, лінійна збірної Росії і команди «Ростов-Дон». Олімпійська чемпіонка ігор 2016 року в Ріо-де-Жанейро. Заслужений майстер спорту (2009).

## Біографія
У складі збірної Росії — бронзовий призер чемпіонату Європи (2008), чемпіонка світу (2009).
Гравець збірної Росії з пляжного гандболу. Чемпіонка світу і Європи (2004), бронзовий призер чемпіонату світу та срібний призер чемпіонату Європи (2006), учасниця Всесвітніх ігор (2005).
Одружена на футболісті Олександрі Петрові, виховує синів Артема і Дмитра.

## Нагороди
- Орден Дружби (25 серпня 2016 року) — за високі спортивні досягнення на Іграх XXXІ Олімпіади 2016 року в місті Ріо-де-Жанейро (Бразилія), проявлені волю до перемоги і цілеспрямованість[3].